# Paál Ferenc (író)
Paál Ferenc (szül. Popper, Győr, 1904. július 20. – Budapest, 1969. július 11.) magyar író, publicista, újságíró. 1967-től haláláig a Budapester Rundschau alapító főszerkesztője volt.

## Életútja
A diplomataképzéssel foglalkozó bécsi Keleti Akadémián folytatott felsőfokú tanulmányokat. Már iskolaéveivel párhuzamosan bedolgozott bécsi magyar lapoknak, az 1920-as évek közepén pedig A Reggel című, Pozsonyban megjelenő kormánypárti napilap bécsi tudósítója lett. Emellett sorra jelentek meg regényei, kisregényei bécsi emigráns magyar kiadók gondozásában. 1928-ban áttelepült Csehszlovákiába, s 1934-ig folytatta újságírói munkáját A Reggel szerkesztőségében, előbb mint állandó munkatárs, utóbb mint szerkesztő. Az ugyancsak a lapnak dolgozó csehszlovákiai magyar ifjúsági mozgalom képviselőivel, a sarlósokkal viszonya elmérgesedett, s 1934-ben a Prágai Magyar Hírlap külpolitikai munkatársa lett.
Az 1938. novemberi első bécsi döntést követően Paál Magyarországra költözött. Az ország német megszállása után részt vett az ellenállási mozgalomban, amiért csakhamar letartóztatták és a mauthauseni koncentrációs táborba deportálták. A tábor viszontagságait túlélte, s 1945-ben hazatért.
1947-től 1949-ig a Politika című kisgazda hetilap szerkesztője volt, majd 1948-tól 1950-ig a Kis Újság, 1950-től 1952-ig a Független Magyarország főmunkatársaként dolgozott. 1952-től 1966-ig a Magyar Nemzet külpolitikai rovatát vezette, később szerkesztőbizottságának tagja is lett. 1967-ben megalapította a Budapester Rundschau című német nyelvű napilapot, amelynek első főszerkesztőjeként dolgozott egészen haláláig.

## Munkássága
Szépirodalmi tevékenysége elsősorban fiatalkori éveihez kötődik. Bécsi emigrációjában írta meg a freudi tanok hatását tükröző, első magyar pszichoanalitikus regényt (Merengők, 1925). Naturalista regénykísérlete (Lenn, 1928) mellett nagy visszhangot váltott ki a bécsi élményeiről, az ottani magyar emigránsok életéről szóló, Hamu alatt című kulcsregényével (1928).
Publicisztikáit elsősorban határozott történeti érdeklődés jellemezte, de nem volt mentes az újságírói tevékenységére szintén jellemző szenzációhajhász gondolatoktól és következtetésektől sem.

### Díjai, elismerései
- 1960-ban Munka Érdemrendet kapott.[1]

### Főbb művei
Regényei
- Merengők. Bécs. 1925.
- Lenn. Bécs. 1928.
- A menekülő pénz. Bécs. 1929.
- Hamu alatt. Bécs. 1929.
- Füst és hamu. Budapest. 1960.

Színműve
- Zsákutca. Bemutatta a Szegedi Nemzeti Színház, 1960.

Publicisztikái
- A szlávok Európában. Prága. 1930.
- A szabadság útján: Széchenyi, Kossuth és Deák Magyarországa. Budapest. 1939.
- Háború vagy béke? Budapest. 1958.
- Egy nemzet születése: A Risorgimento eszméi és alakjai. Budapest. 1961.
- Ausztria: Útirajz. Budapest. 1965
- A külpolitikai újságírásról. 1958/59. tanév; Magyar Újságírók Országos Szövetsége, Bp., 1966